# 拉達·赫魯曉娃
拉达·尼基季奇娜·赫鲁晓娃-阿朱别伊（俄语：Рада Никитична Хрущёва-Аджубей，1929年4月4日—2016年8月11日）是苏联共产党中央委员会第一书记及苏联部长会议主席尼基塔·谢尔盖耶维奇·赫鲁晓夫与尼娜·彼得罗芙娜·赫鲁晓娃的女儿，嫁给了苏联新闻工作者阿列克谢·伊万诺维奇·阿朱别伊。